# Leonard Drory
Leonard Drory (* 21. Oktober 1800 in Colchester, Essex; † 7. Juli 1866 in Berlin) war ein britischer Ingenieur und Gaswerkunternehmer. Er war Teil eines englischen Familiennetzwerkes, das im 19. Jahrhundert zahlreiche Gaswerkdirektoren auf dem ganzen Kontinent stellte.

## Leben
Leonards Bruder George William Drory (1803–1879) war 1826 in die Dienste der Imperial Continental Gas Association (ICGA) getreten. Leonard Drory selbst kam 1828 erstmals nach Berlin, um den Aufbau der 1826 gegründeten Englischen Gas-Erleuchtungsanstalt an der Straße Vor dem Halleschen Thore (später Hellweg, heute Gitschiner Straße 18–31; Prinzenbad) in Kreuzberg für die ICGA zu betreuen.
Parallel dazu leitete er den Bau und Betrieb des Gaswerkes in Hannover, währenddessen George William Drory in Berlin war. Bei der hannoverschen Stadtverwaltung war Leonard Drory äußerst unbeliebt. Man beanstandete die unzulängliche Wiederherstellung des Straßenpflasters nach der Rohrverlegung und dass Gasrohre eingefroren waren. 1833 wurde er durch Friedrich Ernst Körting (1802–1882; Körting hatte beim Kolonialwarenhändler Friedrich Wilhelm Haase Jr., Brunnen-Haase, der 1816 die Ölbeleuchtung von Hannover gepachtet hatte, eine Kaufmannslehre absolviert, unterrichtete die Drory-Söhne und wurde nun Administrator) ersetzt und nach Berlin versetzt, wo er im gleichen Jahr Direktor der ICGA in Berlin wurde. 1837 nahm er als „Civil Ingenieur der Gas-Anstalt“ festen Wohnsitz in Berlin. Er veranlasste den mehrfachen Ausbau der Gasanstalt und 1836 den Bau des Gaswerks in der Holzmarktstraße.
Drory war ein sparsamer Gründer-Patriarch, der auch im Geschäftsleben überwiegend Englisch sprach. Als Stammvater der Berliner Linie war er mit Elizabeth Skinner verheiratet, mit der er 17 Kinder hatte.

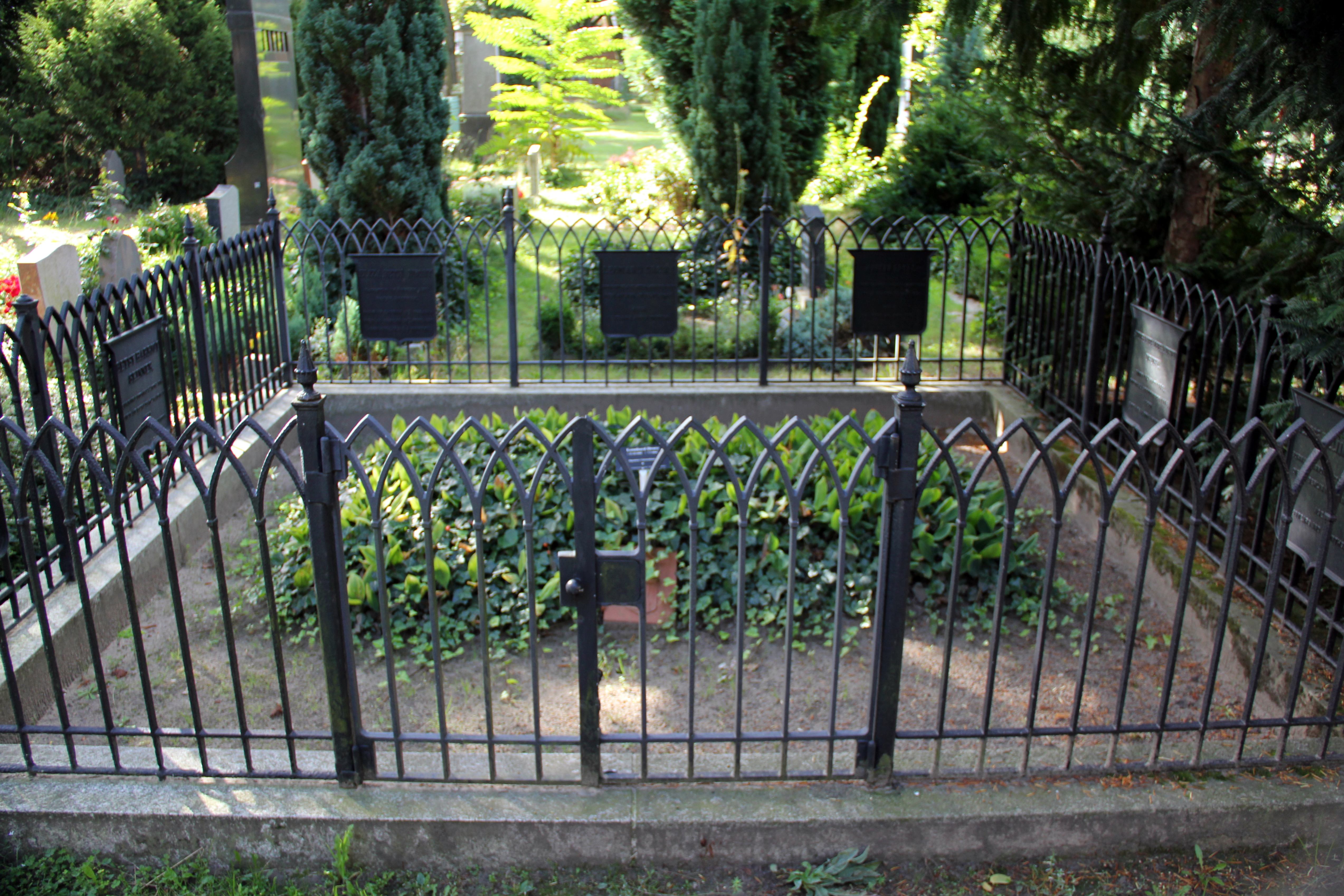
Gittergrabanlage der Familie Drory in Berlin-Kreuzberg (2012), hier noch mit Ehrengrab-Markierung

Leonard Drory starb 1866 im Alter von 65 Jahren an Cholera, als Berlin von einer schweren Epidemie der Krankheit heimgesucht wurde. Beigesetzt wurde er im Erbbegräbnis seiner Familie auf dem Friedhof II der Jerusalems- und Neuen Kirche vor dem Halleschen Tor. Die letzte Ruhestätte von Leonard Drory (Grabstelle 212-EB-132) war von 1990 bis 2017 als Ehrengrab des Landes Berlin gewidmet.
Von seinen acht Söhnen waren alle als Direktoren von Gaswerken der ICGA tätig. Die nachfolgenden Direktoren in Berlin waren seine Söhne Leonard George Drory (1823–1896) und Edward Drory (1844–1904). In Österreich-Ungarn, war sein Sohn Henry James Drory (1837–1899) von Wien aus für die hier seit den 1840er Jahren tätige ICGA und ihre lokalen Gaswerke aktiv, von 1881 an als Direktor.